# Берестейські каштеляни
Берестейський, або Брест-Литовський каштелян — урядник (посадовець) у Бересті.

## Особи
- Кшиштоф Зенович
- Іпатій (Потій)
- Симеон Война
- Єронім Ходкевич
- Богдан Сапіга
- Лука Копець
- Андрій Масальський
- Олександр Копець
- Мальхер Савицький
- Кшиштоф Пекарський
- ? Садовський
- Стефан Пісочинський
- Домінік Савицький
- Владислав Раєцький
- Микола Садовський
- Іван Несторович
- Михайло Дольський[1]